# Atletismo nos Jogos Pan-Americanos de 2015 - Arremesso de peso feminino
A competição do arremesso de peso feminino foi um dos eventos do atletismo nos Jogos Pan-Americanos de 2015, em Toronto. Foi disputada no Estádio CIBC de Atletismo Pan e Parapan-Americano no dia 22 de julho.

## Calendário
Horário local (UTC-4).
| Data        | Horário | Fase  |
| ----------- | ------- | ----- |
| 22 de julho | 18:45   | Final |

## Medalhistas
| Ouro   | TRI Cleopatra Borel           |
| Prata  | USA Jillian Camarena-Williams |
| Bronze | CHI Natalia Ducó              |

## Recordes
Recordes mundial e pan-americano antes da disputa dos Jogos Pan-Americanos de 2015.
| Tipo                             | Atleta             | Marca   | Local   | Data                 |
| -------------------------------- | ------------------ | ------- | ------- | -------------------- |
|                                  | Natalya Lisovskaya | 22,63 m | Moscou  | 7 de junho de 1987   |
| Recorde dos Jogos Pan-Americanos | María Elena Sarría | 19,34 m | Caracas | 28 de agosto de 1983 |

## Resultados

### Final
| Colocação         | Atleta                    | Nacionalidade         | #1    | #2    | #3    | #4    | #5    | #6    | Marca | Notas                |
| ----------------- | ------------------------- | --------------------- | ----- | ----- | ----- | ----- | ----- | ----- | ----- | -------------------- |
| Medalha de ouro   | Cleopatra Borel           | TTO Trinidad e Tobago | 18.39 | 18.67 | 18.56 | 18.24 | x     | 17.81 | 18.67 |                      |
| Medalha de prata  | Jillian Camarena-Williams | USA Estados Unidos    | 17.90 | 18.57 | x     | 17.93 | 18.27 | 18.65 | 18.65 |                      |
| Medalha de bronze | Natalia Ducó              | CHI Chile             | 17.32 | 17.84 | x     | 17.70 | 17.41 | 18.01 | 18.01 | Recorde da temporada |
| 4                 | Yaniuvis López            | CUB Cuba              | 17.06 | 17.78 | 17.17 | 17.45 | 17.67 | x     | 17.78 | Recorde da temporada |
| 5                 | Danniel Thomas            | JAM Jamaica           | x     | 17.30 | 17.76 | 17.64 | 17.56 | x     | 17.76 | Recorde pessoal      |
| 6                 | Jeneva Stevens            | USA Estados Unidos    | 16.97 | x     | 17.34 | 16.88 | 16.77 | 17.63 | 17.63 |                      |
| 7                 | Saily Viart               | CUB Cuba              | 17.50 | x     | x     | x     | 16.52 | x     | 17.50 | Recorde pessoal      |
| 8                 | Ahymara Espinoza          | VEN Venezuela         | 17.29 | x     | x     | 16.79 | 17.09 | x     | 17.29 |                      |
| 9                 | Geisa Arcanjo             | BRA Brasil            | 17.18 | x     | 17.17 |       |       |       | 17.18 |                      |
| 10                | Taryn Suttie              | CAN Canadá            | 16.47 | x     | 16.80 |       |       |       | 16.80 |                      |
| 11                | Julie Labonté             | CAN Canadá            | x     | 15.76 | 15.94 |       |       |       | 15.94 |                      |

Legenda
| Recorde mundial                  | Recorde mundial (World record)               |                       | Recorde africano                      | Recorde africano (African) |                                           | Q | Classificado por posição (Qualified) |
| Recorde dos Jogos Pan-Americanos | Recorde pan-americano (Pan-American record)  | Recorde da América    | Recorde da América (Americas)         | q                          | Classificado por melhor tempo (Qualified) |   |                                      |
| Melhor marca do ano              | Melhor marca do ano (World leading)          | Recorde asiático      | Recorde asiático (Asian)              | DNS                        | Não largou (Did not start)                |   |                                      |
| Recorde nacional                 | Recorde nacional (National record)           | Recorde europeu       | Recorde europeu (European)            | DNF                        | Não terminou (Did not finish)             |   |                                      |
| Recorde pessoal                  | Recorde pessoal do atleta (Personal best)    | Recorde da Oceania    | Recorde da Oceania (Oceania)          | DSQ / DQ                   | Desclassificado (Disqualified)            |   |                                      |
| Recorde da temporada             | Recorde da temporada do atleta (Season best) | Recorde sul-americano | Recorde sul-americano (South America) | NM                         | Sem marca (No mark)                       |   |                                      |